# Programme spatial de l'Australie

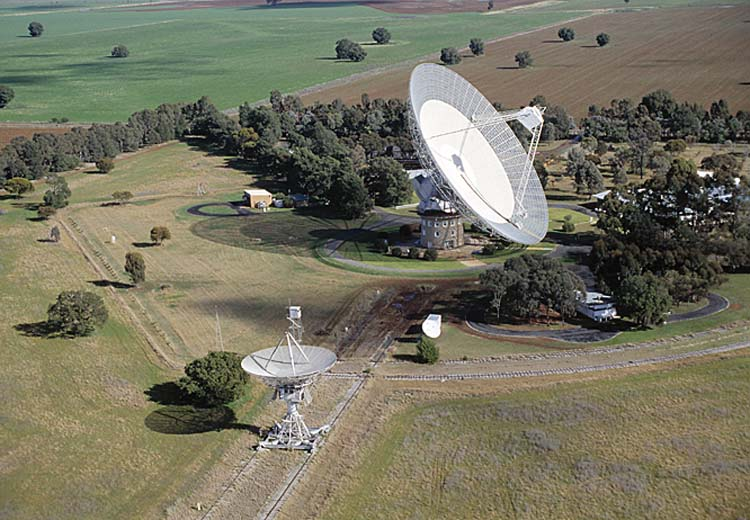
L'observatoire de Parkes a joué un rôle important au cours de la mission d'Apollo 11.

L'Australie a une activité spatiale très faible, mais a accueilli sur son territoire, dans les années 1960, des équipements qui ont joué un rôle important dans les débuts de l'ère spatiale. La base de lancement de Woomera a été établie en 1947 et, en 1967, l'Australie est devenue la quatrième nation à placer un satellite en orbite. L'Australie possède plusieurs équipements de communications d'espace lointain développés par la CSIRO, la NASA et l'Agence spatiale européenne. L'Agence spatiale australienne ou ASA a pour sa part été fondée le 1er juillet 2018,,.

## Histoire

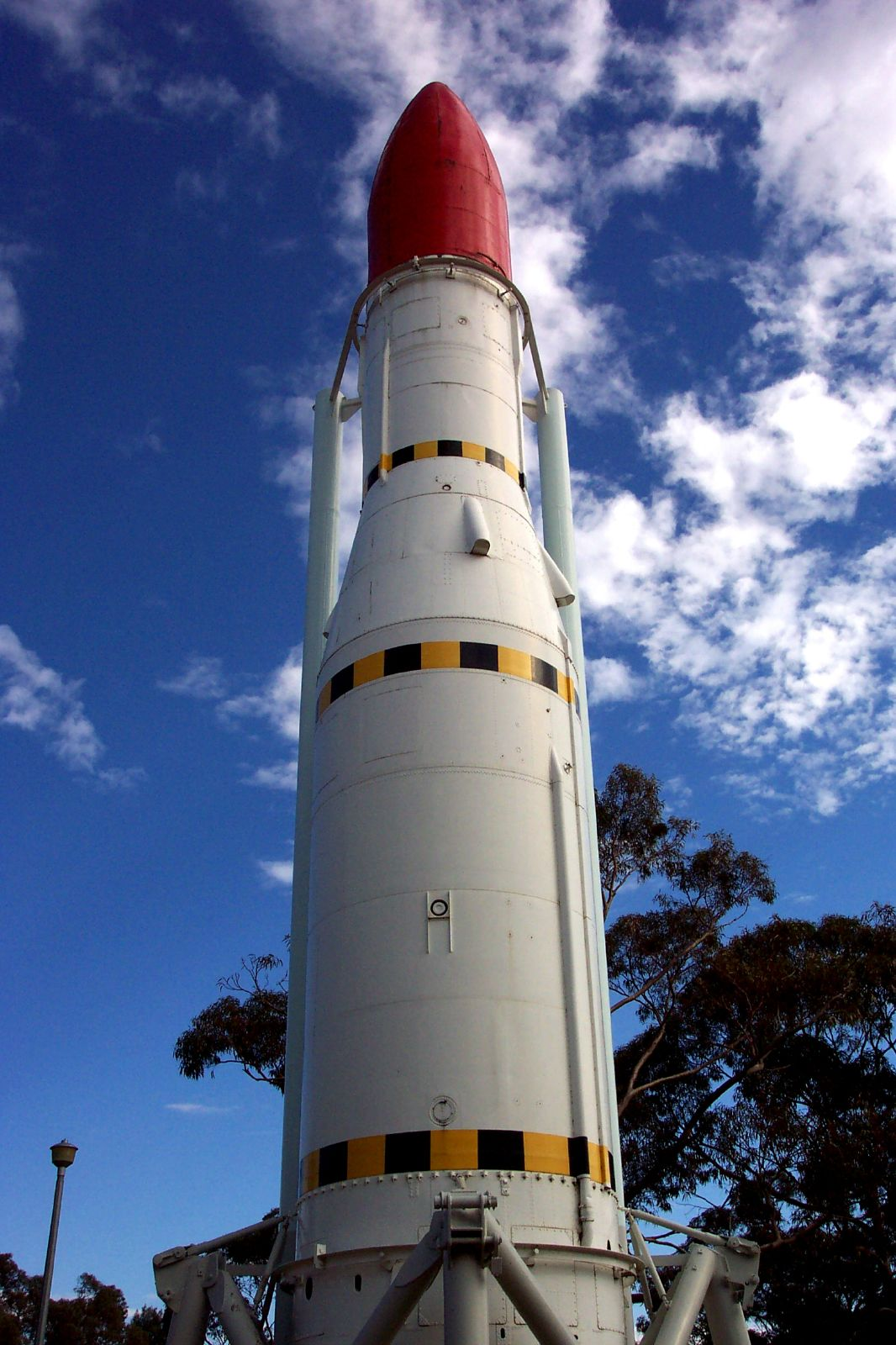
Un lanceur Black Arrow exposé à Woomera.

### Base de lancement de Woomera
Le « Woomera Rocket Range », (base de lancement de Woomera) a été établi en 1947, comme projet commun entre la Grande-Bretagne et l'Australie. C'était au début des années 1950 le deuxième site de lancement le plus occupé au monde, après Cap Canaveral en Floride. Le premier missile a été lancé de Woomera en 1949 et des fusées Skylark et Black Knight ont été lancées en 1957 et 1958. Au cours des années 1960, le Royaume-Uni effectue sur la base les premiers essais des fusées britanniques Blue Streak et Black Arrow. Tous les tirs de la fusée européenne Europa sauf le dernier sont également réalisés depuis cette base entre 1964 et 1970. En 1967 un lanceur américain Sparta, version dérivée de la fusée Redstone, lance le premier satellite australien WRESAT-1, construit par Australian Weapons Research et l'université d'Adélaïde, depuis Woomera. L'Australie devient ainsi la quatrième nation à placer un satellite en orbite.
L'absence de programme spatial national et l'arrêt des activités spatiales étrangères sur le territoire marginalisent au début des années 1970 l'activité spatiale en Australie. Prospero X-3, le seul satellite britannique lancé par un lanceur national, est placé en orbite depuis Woomera en 1971. Ce sera le deuxième et dernier satellite lancé depuis cette base. La base de Woomera n'est plus utilisée pour lancer des satellites depuis ce dernier tir en 1971, bien que la recherche sur les fusées et les technologies aérospatiales se poursuive sur place. Les séries de lancements les plus récentes ont été conduites par un groupe australien appelé AUSROC pour montrer les possibilités de l'espace en Australie, et une autre conduite au nom des universités américaines par la NASA, utilisant les fusées Black Brant IX pour étudier des sources stellaires. Ces lancements ont porté des télescopes hors de l'atmosphère terrestre. En 1996, l'agence spatiale japonaise NASDA a examiné la viabilité des systèmes d'atterrissage automatisés de leur véhicule spatial réutilisable expérimental ALFLEX. En juin 2010, la sonde spatiale japonaise Hayabusa reviendra sur Terre à Woomera. La base est contrôlée, à l'heure actuelle, par le Royal Australian Air Force (RAAF).

### Observatoires
Pour les besoins de son programme spatial, la NASA a construit au début des années 1960 une de ses trois stations au sol du réseau Deep Space Network près de Canberra. Elle permet d'assurer un contact permanent entre le sol et les véhicules spatiaux. Celle-ci est utilisée en particulier au moment des atterrissages sur la Lune du programme Apollo. Mais un autre équipement, l'observatoire de Parkes, un radiotélescope doté d'une antenne de 64 mètres de diamètre et construit en 1961 par le pionnier anglais du radar Edward George Bowen et l'Organisation fédérale pour la recherche scientifique et industrielle (CSIRO), joue à cette époque un rôle majeur dans la réception de la première émission de télévision diffusée depuis la Lune au cours de la mission Apollo 11. Ces deux équipements sont toujours actifs pour le suivi des sondes spatiales. Le CSIRO a également construit en 1988 l'Australia Telescope Compact Array à Narrabri, un interféromètre millimétrique pour les observations astronomiques, et le radiotélescope de Mopra, près de Coonabarabran, une antenne parabolique de 22 mètres de diamètre.
La CIA américaine a construit en 1967 à Pine Gap, au sud-ouest de la ville d'Alice Springs dans le Territoire du Nord, une des principales stations de réception de ses satellites d'écoute électronique. Celle-ci est aujourd'hui toujours en activité.
L’Agence spatiale européenne a construit deux antennes en Australie, utilisées pour assurer le suivi et le contrôle de ses missions spatiales. En 2003, l'agence a construit sa première antenne pour l’espace lointain à New Norcia, en Australie occidentale. Cette antenne parabolique de 40 mètres de haut, 35 mètres de diamètre et d’un poids global de 600 tonnes, permettra de communiquer avec les sondes parties en mission d’exploration fort loin de la Terre -  dont Mars Express, Rosetta, Venus Express, Ulysses, Cluster II et SOHO,,.

#### En film
L'Antenne (The Dish) est un film australien de Rob Sitch, sorti en 2000, qui raconte l'histoire l'observatoire de Parkes et son rôle majeur dans la réception de la première émission de télévision diffusée depuis la Lune au cours de la mission Apollo 11.

### Développements récents
Le financement d'une activité spatiale a fait l'objet de débats dans les instances politiques mais n'a jamais reçu jusqu'à présent de soutien gouvernemental fort. L'Australie ne possède en 2010 aucun satellite scientifique ou commercial en propre et les capacités de l'industrie spatiale sont très réduites. Fedsat, micro-satellite de recherche développé en 2005 par un centre de recherche ayant depuis fermé, est en 2010 le dernier engin spatial à avoir été construit localement. Le Space Policy Unit du gouvernement fédéral développe a cette date une politique nationale de l'espace, ce qui n'exclura pas le développement des services spatiaux tels que des opérations commerciales de lancement si elles sont commercialement viables et soutenables.
L'agence spatiale australienne, fondée en 2018, dispose d'un budget de moins de 10 millions de dollars australiens. Elle a déclaré à sa création qu'elle espérait créer 30 000 emplois dans ce secteur d'ici 2030.
Plusieurs start-up dont Southern Launch, fondée en 2017, développent une modeste activité dans le secteur spatial. Cette entreprise a reçu en mars et juillet 2021 l'autorisation d'établir deux bases de lancements d'essais de fusées suborbitales, avec le potentiel d'accueillir des lancements de fusées orbitales bien plus importants à l'avenir.
En écho à l'intérêt étranger qu'elle suscitait à une époque, l'Australie semble néanmoins se dynamiser en matière de fourniture de lancements commerciaux internationaux ; en témoigne le vol inaugural, le 3 mai 2024, de la fusée-sonde SR75 depuis la base de Koonibba, lors de la mission "Light this Candle". Développée par l'entreprise allemande HyImpulse, Il s'agissait du plus grand lanceur jamais envoyé depuis l'Australie.
Le 29 juillet 2025 (30 juillet heure locale), à lieu l'échec du premier tir du lanceur Eris, fusée de conception australienne conçu par Gilmour Space, depuis une base de lancement à Abbot Point.

## Des organisations du recherche spatiale
Le Commonwealth Scientific and Industrial Research Organisation (« Organisation fédérale pour la recherche scientifique et industrielle » CSIRO), l’organisme gouvernemental australien pour la recherche scientifique, a un département d'astronomie et de science spatiale. L'Australian National University et d'autres universités australiennes conduisent également de la recherche en matière de technologies spatiales,. L'Australian Space Research Institute est une organisation de volontaires qui conduit la recherche de l'espace et coopère avec les universités australiennes.

## Astronautes australiens

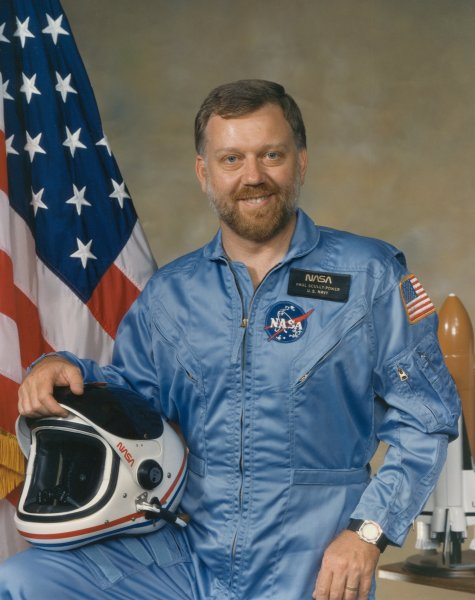
Paul D. Scully-Power, le premier australien en espace. Il a acquis la nationalité américaine pour intégrer la NASA.

Le premier astronaute australien est Philip Chapman. Chapman a été choisi en tant que scientifique-astronaute par la NASA en août 1967. Il a participé aux préparations des missions lunaires, en particulier Apollo 14. En 1984, Paul D. Scully-Power est devenu le premier australien envoyé dans l'espace, en tant que spécialiste de charge utile sur le vol STS-41-G de la navette spatiale Challenger. Dirigeant de la marine australienne, il a acquis la nationalité américaine pour intégrer la NASA. Andy Thomas, d'Adélaïde, a egalement acquis la nationalité américaine pour intégrer la NASA et a voyagé quatre fois dans l'espace. Son premier voyage était sur le vol de la navette Endeavour en 1996. Il a également effectué un séjour dans la station spatiale Mir.
Katherine Benell-Pegg, sélectionnée en 2023, sera la première astronaute de l'agence spatiale australienne.